# Allée de la Vénerie
L'allée de la Vénerie (en néerlandais: Jagerijdreef) est une allée en forêt de Soignes.

## Situation et particularité
C'est une des allées qui relie les deux parties principales du bois de la Cambre, le Ravin et le Lac. Cette partie centrale du bois de la Cambre porte des noms relatifs à la chasse à courre. On y trouve ainsi le chemin de l'Hallali, l'allée de la Vénerie, le chemin des Traqueurs, le carrefour des Attelages, le chemin de la Meute et l'allée des Équipages.